# Pediobius tapanticola
Pediobius tapanticola är en stekelart som beskrevs av Christer Hansson 2002. Pediobius tapanticola ingår i släktet Pediobius och familjen finglanssteklar.
Artens utbredningsområde är Costa Rica. Inga underarter finns listade i Catalogue of Life.